# Etwall
Etwall est un village et une paroisse civile du Derbyshire, en Angleterre. Il est situé à une dizaine de kilomètres au sud-ouest de la ville de Derby. Administrativement, il relève du district du South Derbyshire. Au recensement de 2011, il comptait 2 906 habitants.